# Kirche Burgholz (Kirchhain)

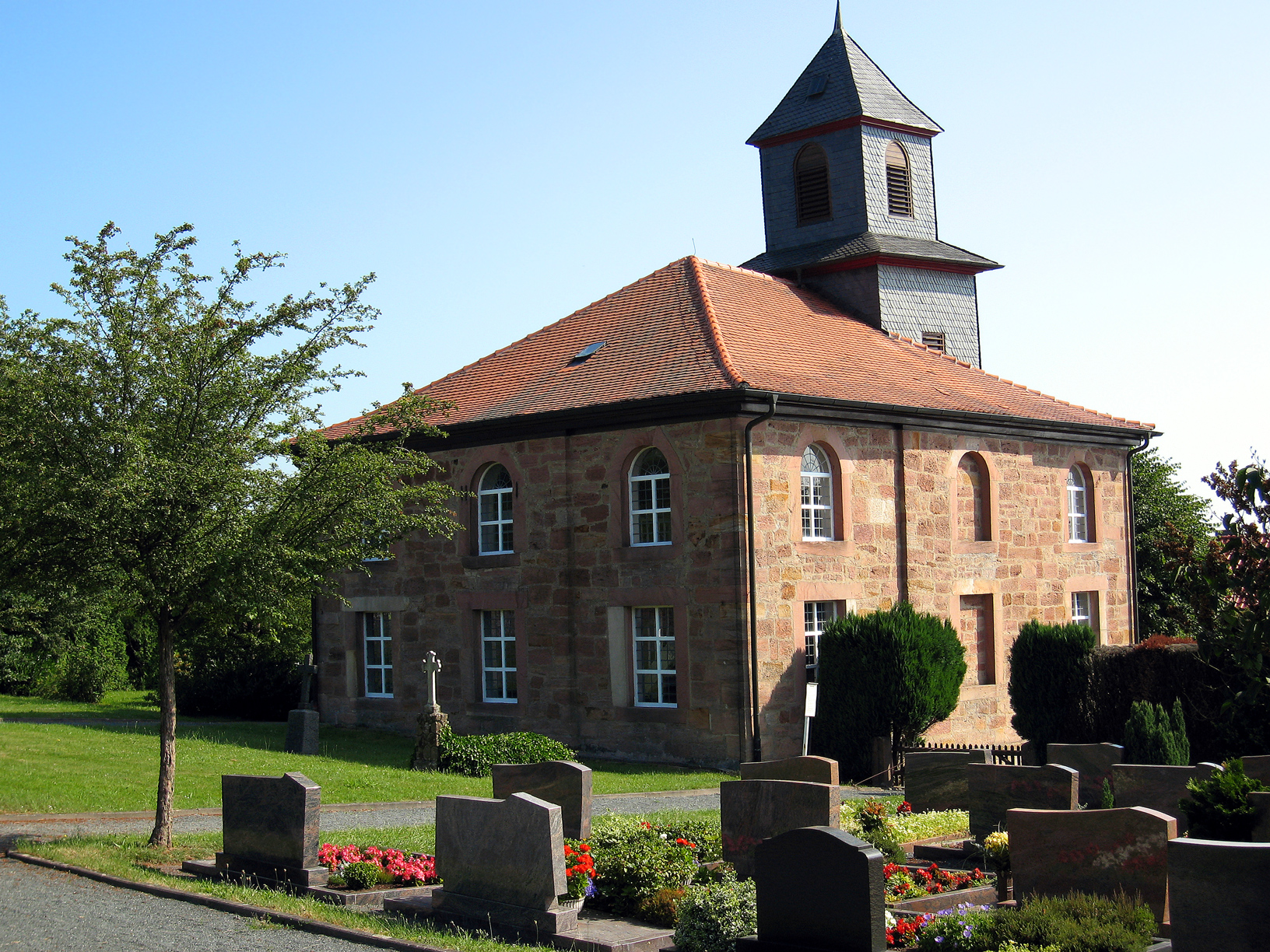
Kirche Burgholz

Die evangelisch-unierte Kirche Burgholz steht in Burgholz, einem Stadtteil von Kirchhain im Landkreis Marburg-Biedenkopf von Hessen. Die Kirchengemeinde gehört zum Pfarramt Josbach im Kirchenkreis Kirchhain im Sprengel Marburg der Evangelischen Kirche von Kurhessen-Waldeck.

## Beschreibung
Die klassizistische Saalkirche auf nahezu quadratischem Grundriss mit flachen Risaliten an den Seiten wurde 1832–34 gebaut. Auf den dreiseitig umlaufenden Emporen und den dreigeteilten Kirchenbänken finden über 200 Gläubige Platz. Die Kanzel und der Altar stehen in einer Achse hintereinander. Das Kirchenschiff ist mit einem Walmdach bedeckt, aus dem sich im Osten ein schiefergedeckter Dachturm erhebt, in dem drei nach dem Zweiten Weltkrieg angeschaffte Kirchenglocken hängen. Das alte Geläut war zu Kriegszwecken eingeschmolzen worden. Die Orgel mit einem Manual und einem Pedal wurde 1852–54 von Carl Jakob Ziese gebaut.